# Celeste 2
Celeste 2 (Celeste siempre Celeste) è una telenovela argentina del 1993, sequel di Celeste, ideata da Enrique Torres e José Nicolás, diretta da Nicolás del Boca e con protagonista l'attrice Andrea del Boca.

Tra gli interpreti principali, figurano inoltre Gustavo Bermúdez, Dora Baret, Henry Zakka, Hilda Bernard ed Erika Wallner.
La telenovela si compone di 200 episodi.

## Trama[2][3]
La vicenda comincia con il matrimonio tra Franco e Celeste, i quali uniscono le loro vite nella prospettiva di un futuro di pace e di amore con il figlio Luca.
Teresa, intanto, è tornata da un lungo periodo di permanenza in un centro specializzato di cure contro l'AIDS ed è pronta a fare risorgere quello che lei considera "l'impero Visconti". Nel periodo in cui è stata ricoverata ha fatto conoscenza con uno psichiatra di nome Giancarlo, un uomo ipocrita e senza scrupoli, per di più segretamente sposato con una donna di nome Roberta, insieme alla quale si introduce in casa Visconti con un piano ben preciso: quello di impossessarsi dei beni della famiglia.
Celeste è ignara di un segreto che riguarda la sua vita, cioè quello di avere una sorella gemella. Infatti la madre dette alla luce due gemelline, una delle quali le fu tolta e consegnata ad una donna che intanto aveva dato alla luce un bambino morto.
Il ginecologo che si era occupato di questo scambio è un certo Amedeo Pizzamiglio, un vedovo di mezza età, al momento sposato con Clara, proprio la gemella di Celeste, che lo tratta come un oggetto e al quale si sente legato in modo ossessivo.
Teresa, decisa a sbarazzarsi della nuora che da sempre ha odiato, incarica alcuni sicari di farla rapire. Il piano riesce alla perfezione e Celeste non si fa più viva per diverso tempo destando grande preoccupazione e angoscia in Franco e zia Alida.
Un giorno Celeste nel tentativo di sfuggire ad uno dei rapitori ha un incidente durante il quale precipita dall'alto e viene trovata priva di sensi. Dall'ospedale telefonano a casa Pizzamiglio per avvertirlo del ritrovamento di una donna i cui connotati corrispondono a quelli della moglie di Amedeo. La ragazza non ricorda niente del suo passato poiché ha perduto la memoria.
Amedeo, che nel frattempo si è separato da Clara, pensa di approfittare dello stato mentale della povera Celeste per portarla a vivere a casa e farle credere che è sua moglie.
Intanto i giorni passano e le speranze di Franco vanno sempre più vanificandosi, spingendolo a credere che sua moglie fosse morta. L'uomo, in un momento di disperazione, decide di consacrare la sua vita a Dio ma in seminario incontra Clara che vi lavora come cuoca e rimane profondamente colpito dalla straordinaria somiglianza con la sua povera moglie. Franco col tempo si sente sempre più attratto da questa ragazza che le ricorda Celeste a tal punto che decide di lasciare il seminario per portare a casa Clara trasformandola in Celeste.
Il gioco termina un giorno quando Franco avvista Celeste alla quale cerca di riavvicinarsi e la donna dal canto suo si rende conto di provare un sentimento particolare per quest'uomo che le ricorda qualcosa di molto bello.
Clara intanto, insospettita del repentino cambiamento di Franco, crede abbia un'amante mentre Teresa si sposa con Giancarlo ma la vita matrimoniale diventa in breve tempo per lei un vero inferno. Infatti il perfido marito inizia a mettere in atto il suo diabolico piano facendo credere agli altri componenti della famiglia che Teresa stesse impazzendo, picchiandola e maltrattandola in vario modo.
Franco e Celeste trascorrono clandestinamente dei bei momenti ma una sera mentre cenano in un ristorante si avvicinano loro dei giornalisti i quali scattano alcune foto che il giorno seguente vengono pubblicate su un quotidiano. Quando Clara vede quelle foto apprende che l'amante del marito e niente meno che sua sorella e, d'accordo con Roberta e Giancarlo, escogita un piano diabolico per tenerla al suo posto.
Si procura il manico di un martello e fa in modo che Celeste ci lasci le impronte digitali e mentre Giancarlo utilizza quel martello per ammazzare il collaboratore di Franco colpendolo ripetutamente alla testa, Roberta corre a casa Pizzamiglio per impegnare in qualche modo Celeste e per portarla sul luogo del delitto dove sarebbero state scattate alcune foto. In questo modo il manico del martello e le foto avrebbero rappresentato due prove inconfutabili di cui Clara si sarebbe servita per costringere Franco a restare al suo fianco poiché in caso contrario avrebbe denunciato Celeste che sarebbe di conseguenza finita in carcere.
Per Franco la vita diventa un autentico inferno mentre Celeste dopo un incidente recupera la memoria ed è decisa innanzitutto a vivere accanto al suo adorato figlio mentre condanna l'atteggiamento del marito dal quale si sente tradita. In realtà Franco è succube della perfida Clara che non riesce più a sopportare e della quale vorrebbe liberarsi al più presto.
L'uomo così mette in atto uno stratagemma per impossessarsi delle prove che incriminano Celeste e seduce la cameriera Enrichetta, amica di vecchia data di Clara, promettendole che l'avrebbe sposata se gli avrebbe consegnato quelle prove. Enrichetta riesce a scovare il posto segreto in cui sono nascoste le foto ed il manico del martello ma per una serie di circostanze sfavorevoli, proprio quando stava per consegnarle a Franco, se ne impossessa Ornella, la figlia di Amedeo. Questi, dopo la morte di Teresa la quale è stata uccisa lentamente dal marito, essendosi nel frattempo sposata con Giancarlo comincia ad avanzare i diritti di padrona dei beni dei Visconti.
Clara, intanto, consapevole di non avere più scampo comincia a dare segni di squilibrio mentale mentre Celeste e Franco si riconciliano proprio nello stesso posto in cui si erano conosciuti. Inoltre Celeste riesce a perdonare Clara e le chiede di trasferirsi a casa sua per poter vivere insieme tutto quel tempo che non hanno potuto trascorrere quando erano bambine. Intanto Giancarlo e Roberta sentendosi alle strette decidono di eliminare Celeste con una tazza di tè avvelenata. Nel frattempo arriva Clara, decisa a chiedere perdono alla sorella e di cambiare vita. La ragazza beve il tè che avevano preparato per Celeste, la quale si era assentata per un istante, e muore. Giancarlo e Roberta vengono arrestati per omicidio.
Passano i giorni e in casa Visconti sembra ritornare quella pace di un tempo e Franco e Celeste, per porre fine a questo triste capitolo della loro vita, decidono di sposarsi una seconda volta.

## Sigla TV
Nell'originale argentino, la sigla è Necesito tu nombre, interpretata dalla protagonista della fiction, Andrea del Boca.
Per l'edizione italiana, è stato invece utilizzato il brano Mitico amore di Antonello Venditti per la trasmissione su Rete 4 e Te amo, canta dalla stessa Andrea del Boca, per la trasmissione su Lady Channel, Vero Capri e le televisioni locali, mantenendo la sigla della prima stagione.

## Curiosità
- Celeste, siempre Celeste, in Italia Celeste 2, è il seguito della famosissima Celeste.
- La telenovela ha confermato ancora una volta la grande professionalità di Andrea del Boca, la quale ha rivestito un duplice ruolo di buona e cattiva.
- Le spese di produzione furono notevoli, soprattutto a causa dell'acquisto di telecamere specifiche grazie alle quali era possibile creare quell'effetto speciale che permetteva di far comparire Clara e Celeste nello schermo nello stesso momento.
- In Italia, Celeste 2 è stata molto seguita pur non raggiungendo il medesimo successo della prima parte.
- Attualmente, su alcune emittenti locali italiane, Celeste e Celeste 2 vengono programmate come un'unica lunghissima telenovela in 372 episodi. La stessa cosa hanno fatto Vero Capri e Donna TV, entrambi canali del digitale terrestre.